# 中国驻墨西哥大使馆
中华人民共和国驻墨西哥合众国大使馆（西班牙語：Embajada de la República Popular China en los Estados Unidos Mexicanos），简称中国驻墨西哥大使馆，是中华人民共和国驻墨西哥的外交代表机构。

## 机构设置
中国驻墨西哥大使馆设置下列机构：
- 政治处
- 经商处
- 文化处
- 交流合作处
- 武官处
- 领侨处
- 墨西哥中国文化中心